# Final Fight 3
Final Fight 3 (с англ. — «Последняя игра — 3») — компьютерная игра в жанре beat'em up, разработанная компанией Capcom и выпущенная Capcom для Snes в 1995 году. В Японии игра вышла под названием Final Fight Tough. Также игра вышла в сервисе Virtual Console. Релиз в Японии состоялся 8 декабря 2009 года, в Северной Америке — 4 января 2010 года. В Европе релиз для сервиса Virtual Console состоялся 3 октября 2013 года.
События в игре происходят в вымышленном городе Метро Сити. По сюжету Майк Хаггар и его союзники должны освободить город Метро Сити от банды Че́репа. Дальнейшие события в городе происходят в таких играх как Final Fight: Streetwise и Captain Commando.

## Игровой процесс
В игре необходимо сражаться с противниками, которые являются представителями банды Черепа (англ. Skull Cross). Игрок может выбрать одного из четырех персонажей. Появился Гай, который был недоступен в предыдущих играх серии Final Fight. Гай был удален из первой части игры, вышедшей на платформе Snes и отсутствовал в Final Fight 2. Помимо него можно выбрать Дина, Люсию или Майка Хаггара. Доступен кооперативный режим для двух игроков, при этом вторым игроком может управлять компьютер.
Персонажам доступны различные методы атаки, уникальные для каждого персонажа. Они могут совершать броски, а также блокировать атаки противников. Они могут пользоваться супер ударом, заряд которого накапливается, пока происходит битва с противниками. При этом если супер удар не используется, то через определенное время его заряд сбрасывается. В бою персонаж может использовать различные бонусные предметы, например такие как отрезки труб и нунчаки. Также присутствуют предметы, которые восстанавливают здоровье персонажа. В игре семь уровней, в конце которых присутствует босс, при этом существует возможность нелинейного прохождения.

## Сюжет
Банда Безумный Механизм (англ. Mad Gear) была разгромлена. Однако из остатков банды возникла новая группировка, известная как банда Черепа. Банда осуществляет грабежи, поджоги и беспорядки в Метро Сити. Правительство города находится в полной растерянности. Однако мэр города, Майк Хаггар, с оптимизмом смотрит в будущее. В борьбе против банды ему должен помочь Гай. Он несколько месяцев тренировался и теперь готов к битве. Среди других союзников Хаггара — Дин и Люсия. Люсия является детективом в отделе специальных операций полиции города Метро Сити. Дин — уличный боец, семья которого была уничтожена представителями банды Черепа.
Герои собрались и приготовились дать отпор группировке Черепа (англ. Skull Cross). За несколько дней до начала операции силы правопорядка во главе с Майком Хаггаром арестовали и отправили в тюрьму их главаря, Блэка. Члены банды решили вызволить его из тюрьмы. Они организовали беспорядки на улицах, затем совершили нападение на тюрьму и вызволили босса.
Герои приступили к проведению операции против банды Черепа. Сначала они отбили нападение на полицейский участок, и после этого отправились в тюрьму, но Блэка там уже не было. Хаггар и его друзья стали преследовать его. Они вышли на главную улицу Метро Сити с целью очистить ее от криминального элемента. Далее герои отправились в бар, который представлял собой бандитский притон и разгромили его. Команда продолжила свой путь. Она проследовала к автобусной остановке и разделилась. Дин и Гай пошли на пристань с целью перехватить контрабанду оружия. В свою очередь Хаггар и Люсия на автобусе поехали в китайский квартал. Но во время движения на них напали и им пришлось защищаться. После того как они приехали в китайский квартал, они отправились в ресторан, в котором работал Вонг. Он имел прямое отношение к беспорядкам в городе. Хаггар и Люсия обезвредили Вонга.
В то же время Дин и Гай перехватили контрабанду оружия и арестовали капитана судна, на котором перевозился груз. После этого герои вновь объединились. Они практически очистили город от группировки, но оставшаяся часть укрылась на заводе. Герои отправляются на завод и очищают его от противников. Также они уничтожают человека по имени Стрей, который являлся одним из подручных Блэка. Но на свободе остается Блэк. Он находится в самом крупном здании города. Герои проникают в здание и уничтожают охранников Блэка. После этого они сражаются с самим Блэком и побеждают его. Город Метро Сити был освобожден.

## Отзывы и критика
Оценка журнала Gamepro составила 3 балла из 5. Обозреватель журнала отметил, что при прохождении игрок может быстро устать от сражения с волнами противников, которых он уничтожил несколькими локациями ранее.